# Sharif Ali do Brunei
Sharīf 'Alī ibn 'Ajlān ibn Rumaithah ibn Muḥammad (arábico: الـشـريـف عـلي ابـن عـجـلان ابـن رمـيـثـة ابـن مـحـمـد) (also known as Barkat Ali or Blessed Ali) foi o terceiro sultão do Brunei. Ele também era um estudioso de ascendência árabe, originário de Ta'if no Hejaz.

## Reinado
Sharif Ali subiu ao trono em 1425, após a morte de sultão Ahmad morreu sem deixar descendentes do sexo masculino. No entanto, a posse de Sharif ‘Ali não veio apenas da família real do sultão Ahmad. Tanto os cidadãos de Brunei quanto os conselheiros reais concordaram que Sharif Ali fosse o sultão, por causa de seu profundo conhecimento do Islã. Seu mérito em difundir o Islã estava relacionado à sua posição como 'ālim real (árabe: عَـالِـم, 'estudioso') em Brunei, durante o reinado do sultão Ahmad. Por essa razão, seu casamento com Puteri Ratna Kesuma, filha do sultão Ahmad, visava fortalecer sua posição como sultão e estudioso. Ele foi o primeiro sultão de Brunei sem relação genealógica com os antigos sultões do Reino. 
Sharif Ali governou Brunei de acordo com os princípios islâmicos e, portanto, foi considerado um governante muito piedoso. Devido à sua popularidade, ele foi apelidado de "Sultan Berkat". Ele foi o primeiro sultão a construir uma mesquita e fortificou a defesa de Brunei ordenando que seu povo construísse uma fortaleza e uma cidade de pedra, que é Kota Batu. Após sua morte em 1432, ele foi sucedido por seu filho Sulaiman. 